# Donald III.
Donald III. (škot. Dòmhnall mac Dhonnchaidh) (?, oko 1033. – Rescobie, Angus, Škotska, 1099.), škotski kralj od 1093. do 1094. i od 1094. do 1097. godine. Sin je kralja Duncana I. (1034. – 1040.) i mlađi brat kralja Malcolma III. Canmorea (1058. – 1093.) iz dinastije Dunkelda. Imao je nadimak Pravedni ili Bijeli.
Prema pravilu primogeniture, Malcolmov nasljednik trebao je biti Duncan II., njegov najstariji sin iz prvog braka s Ingibiorg. Međutim, Malcolmov nećak Donald, sin njegova brata Duncana I. nije htio priznati bratiću pravo na prijestolje, već se zalagao za povratak keltskim tradicijama, jeziku i pravu tansitrije, po kojem je krunu mogao nasljediti i neki drugi član vladajuće kraljevske obitelji, a ne samo prvorođeni sin. Uz njega je stao Duncanov polubrat, Edmund i njih dvojica su brzo uspostavili vlast nad Škotskom i podijelili vlast, tako što je Donald vladao sjeverom, a Edmund jugom zemlje.
Godine 1094., Duncan II. je došao na čelu anglo-normanske vojske u Škotsku i zatražio krunu. Međutim, nakon šest mjeseci, Duncanova vojska se povukla, poslije čega je na njega izvršen atentat, koji je doveo do povraka Donalda i Edmunda na prijestolje. Godine 1097. na sjever Škotske iskrcao se Malcolmov najmlađi sin Edgar, potpomognut vojskom engleskog kralja Vilima II. Riđeg, nakon čega su Donald III. i Edmund lišeni krune, a Edgar je zavladao zemljom.